# The March Violets
The March Violets — британская рок-группа, образовавшася в 1981 году в Лидсе, Йоркшир, Англия, и исполнявшая готик-рок, первое время — утяжелённый, во многом созвучный творчеству другой лидской группы, The Sisters of Mercy (из «тени» которых, согласно Allmusic, они так выйти и не сумели), впоследствии (после смены вокалисток) — более мейнстримовский, отмеченный разнообразными поп-влияниями. Семь синглов The March Violets входили в UK Indie Chart; «Deep» в 1985 году возглавил списки. Альбом Natural History (1984) поднялся здесь до #3.

## История группы
Участники первого состава The March Violets познакомились будучи студентами Лидского университета в 1981 году. Ядро коллектива составили Том Эштон (англ. Tom Ashton) и Лоренс Эллиот (англ. Laurence «Loz» Elliot), гитарист и бас-гитарист, соответственно; вокальные партии исполняли Саймон Денбай (англ. Simon «Detroit» Denbigh) и Рози Гарланд (англ. Rosie Garland), а партии ударных — драм-машина, которая в те дни была характерной деталью местной рок-сцены: её использовали Sisters of Mercy, The Three Johns, Red Lorry Yellow Lorry.
В 1982 году Эндрю Элдрич, студент того же университета, выпустил дебютный The March Violets EP (с 4 песнями и «Religious as Hell» — в качестве основной) в 1982 году на собственном лейбле Merciful Release. Пластинка, отмеченная сильными панковскими и гаражными влияниями, поднялась до #32 в UK Indie Charts и удостоилась в целом положительных рецензий. Второй сингл, вышедший также на Merciful Release, «Grooving In Green», был лучше записан и спродюсирован; реакция на него в прессе также была положительной. Все отмеили мощное звучание бас-гитариы Эллиота, изобретательную (хоть и внешне однообразную) гитарную работу Эштона (которого часто сравнивали с Джоном Макгиохом), но прежде всего — оригинальный вокальный дуэт массивного, бородатого Саймона Денбая и «загадочной» Гарланд с её высокими завываниями, наполнявшими примитивные аранжировки «ощущением некой тайны».
Рассорившись с Эндрю Элдриджем, The March Violets создали собственный лейбл Rebirth Records. Вышедшие здесь третий и четвёртый синглы — «Crow Baby» (#6 UK Indie Charts) и «Snake Dance» (#2 UK Indie Charts) — ознаменовали творческий пик в истории группы. Два последних инди-релиза, «Walk Into The Sun» и «Deep» The March Violets записали уже без Рози Гарланд, с Клео Мюррей (англ. Cleo Murray.Вскоре Саймон Денбай покинул состав и образовал собственную группу The Batfish Boys. Звучание группы стало легче и упрощённее; в попытке избавиться от goth-тега музыканты стали утверждать в интервью, что их влияния — это ZZ Top, Led Zeppelin и The Pretenders; в прессе появились и сравнения с Blondie (обусловленные наблюдениями за Клео-блондинкой). Лучшие ранние работы The March Violets вошли в сборник Natural History (1984).
Новые релизы группы, отмеченные явно коммерческим уклоном, были враждебно встречены как музыкальной прессой, так и фанатами группы. Недовольство последних возросло ещё более после того, как The March Violets, заменив драм-машину «живым» ударником Энди Толсоном (англ. Andy Tolson)подписали контракт с мажорным лейблом London Records. Сингл «Turn To The Sky», вышедший на London (но нёсщий на себе всё ещё импринт Rebirth) успеха не имел даже несмотря на то, что вошёл в звуковую дорожку фильма «Нечто замечательное». В 1987 году группа распалась. За год до этого вышел второй сборник Electric Shades (1985); в 1993 году Cleopatra выпустила полную коллекцию лучших треков группы под заголовком Botanic Verses (1993, #3 UK Indie Charts)

### После распада
После распада The March Violets Том Эштон выступал сначала с Hard Rain, затем с Clan of Xymox. Он живёт в Атланте, Джорджия, с женой и двумя детьми и занят делами своего нового музыкального проекта The Multiverse.
Лоз Эллиот живёт в Лондоне, где у него свой бизнес. По его словам, Эндрю Толсон «выпал из поля зрения… возможно, вернулся в Канаду». Клео Мюррей в 1993 году пела в Lovecraft, группе, записавшей один сингл для Acid Jazz Records. Позже она открыла свой магазин на Портобелло-роуд, — опять-таки, по утверждению Эллиота.
Рози Гарланд занялась литературой и стала известной поэтессой; она не прекращает музыкальных выступлений — в основном, на кабаре-сцене, под псевдонимом Rosie Lugosi. В Манчестере она известна как «лесбийская вампир-королева»; записывается на Switchflicker Records.
Саймон Денбай после распада The Batfish Boys в 1990 году собрал новый состав D-Rock, который ничем себя не проявил. В 1997 году он поступил на работу техником драм-машины к Sisters of Mercy. В свободное от основной работы время Денбай занимается делами собственного рекорд-лейбла Jazz Wank.
В 2007 году The March Violets воссоединились в своём первом составе и дали один концерт 8 декабря в Лидсе. Концерт был хорошо принят зрителями и группа не исключила возможности проведения дальнейших мероприятий такого рода. В мае 2010 года March Violets выступили в 02 Academy (Излингтон, Лондон); ещё один концерт намечен на ноябрь.

## Дискография
| - «Religious as Hell» (1982, Merciful Release) #32 UK Indie Charts - «Grooving In Green» (1982, Merciful Release) #14 - «Crow Baby» (1983, Rebirth) #6 - «Snake Dance» (1984, Rebirth) #2 - «Walk In The Sun» (1984, Rebirth) #2 - «Deep» (1985, Rebirth) #1 - «Turn To The Sky» (1986, Rebirth) | - Natural History (1984) - Electric Shades (1985) - Botanic Verses (1993) #3 UK Indie Charts - Trinity EP (2007) |  |